# Simmental
Pour les articles homonymes, voir Simmental (homonymie).
Le Simmental est une vallée de l'Oberland bernois dans les Alpes bernoises, en Suisse. Simmental, en allemand, signifie littéralement « vallée de la Simme ».

## Géographie
Le Simmental naît au pied du Wildstrubel et du glacier de la Plaine Morte à la frontière entre le canton de Berne et celui du Valais. La vallée est orientée au nord pendant environ 26 kilomètres (Ober Simmental) puis s'oriente en direction de l'est (Nieder Simmental) sur un parcours d'environ 20 kilomètres avant de rejoindre le Frutigtal, en aval du Kandertal.